# 월터 J. 마호니
월터 J. 마호니(Walter J. Mahoney, 1908년 3월 10일, 뉴욕주 버펄로 ~ 1982년 3월 1일)은 미국의 정치인으로 뉴욕주 부지사 권한대행이다.

## 학력
- 카니시우스 칼리지
- 버팔로 대학교 로스쿨

## 경력
- 1934 버팔로 변호사 개업
- 버팔로 타임즈 기자
- 1934 ~ 1937 뉴욕주 청년 공화당 클럽 협회 회원
- 1935 뉴욕주 청년 공화당 클럽 협회 회장
- 1937.01 ~ 1944.12 제160·161·162·163·164대 미국 뉴욕 제48구 상원의원
- 1945.01 ~ 1954.12 제165·166·167·168·169대 미국 뉴욕 제53구 상원의원
- 1955.01 ~ 1964.12 제170·171·172·173·174대 미국 뉴욕 제55구 상원의원
- 1953.11 ~ 1954.12 뉴욕 부지사 권한대행
- 1954.01 ~ 1964.12 뉴욕 상원 다수당 대표
- 1954.01 ~ 1964.12 뉴욕 상원 임시의장
- 1965 뉴욕 스테이트 스루웨이청 청장
- 1967 제8대 뉴욕 대법원 판사
- 1974 항소부 4부 판사
- 1977 ~ 1982 버팔로 변호사 재개업

## 역대 선거 결과
| 선거명      | 직책명                 | 대수  | 정당   | 득표율 | 득표수   | 결과 | 당락             |
| ----------- | ---------------------- | ----- | ------ | ------ | -------- | ---- | ---------------- |
| 1936년 선거 | 상원의원 (뉴욕 제48부) | 160대 | 공화당 | 50.78% | 43,919표 | 1위  | 뉴욕 주의원 당선 |
| 1938년 선거 | 상원의원 (뉴욕 제48부) | 162대 | 공화당 | 59.14% | 41,936표 | 1위  | 뉴욕 주의원 당선 |
| 1940년 선거 | 상원의원 (뉴욕 제48부) | 163대 | 공화당 | 55.28% | 49,971표 | 1위  | 뉴욕 주의원 당선 |
| 1942년 선거 | 상원의원 (뉴욕 제48부) | 164대 | 공화당 | 65.96% | 40,405표 | 1위  | 뉴욕 주의원 당선 |
| 1944년 선거 | 상원의원 (뉴욕 제53부) | 165대 | 공화당 | 58.23% | 71,031표 | 1위  | 뉴욕 주의원 당선 |
| 1946년 선거 | 상원의원 (뉴욕 제53부) | 166대 | 공화당 | 70.42% | 66,249표 | 1위  | 뉴욕 주의원 당선 |
| 1948년 선거 | 상원의원 (뉴욕 제53부) | 167대 | 공화당 | 52.70% | 63,930표 | 1위  | 뉴욕 주의원 당선 |
| 1950년 선거 | 상원의원 (뉴욕 제53부) | 168대 | 공화당 | 61.89% | 62,804표 | 1위  | 뉴욕 주의원 당선 |
| 1952년 선거 | 상원의원 (뉴욕 제53부) | 169대 | 공화당 | 60.45% | 82,918표 | 1위  | 뉴욕 주의원 당선 |
| 1954년 선거 | 상원의원 (뉴욕 제55부) | 170대 | 공화당 | 58.76% | 58,856표 | 1위  | 뉴욕 주의원 당선 |
| 1956년 선거 | 상원의원 (뉴욕 제55부) | 171대 | 공화당 | 63.60% | 88,935표 | 1위  | 뉴욕 주의원 당선 |
| 1958년 선거 | 상원의원 (뉴욕 제55부) | 172대 | 공화당 | 56.05% | 62,777표 | 1위  | 뉴욕 주의원 당선 |
| 1960년 선거 | 상원의원 (뉴욕 제55부) | 173대 | 공화당 | 55.89% | 79,673표 | 1위  | 뉴욕 주의원 당선 |
| 1962년 선거 | 상원의원 (뉴욕 제55부) | 174대 | 공화당 | 55.37% | 59,330표 | 1위  | 뉴욕 주의원 당선 |
| 1964년 선거 | 상원의원 (뉴욕 제55부) | 175대 | 공화당 | 44.49% | 59,761표 | 2위  | 낙선             |